# Antonio Fernández Bordas
Antonio Fernández Bordas (Orense, 12 de enero de 1870-Madrid, 18 de febrero de 1950) fue un violinista y profesor de música español.  

## Biografía
Sus inicios musicales corrieron de la mano de su tío, Antonio Fernández, maestro de capilla de la catedral de Ourense. Ofreció su primer concierto a los siete años de edad, en Pontevedra y pronto se trasladaría a Madrid, donde ofrecería conciertos bajo el nombre artístico de Niño de Benavente y en cuyo Conservatorio de Música se formaría con el prestigioso instrumentista Jesús de Monasterio.  Paralelamente, obtuvo el doctorado en Derecho por la Universidad Central de Madrid.  
En 1907 sustituyó a su maestro, Monasterio, como profesor en el Conservatorio de Madrid. Unos años más adelante, en 1910, asumió labores de secretario, para posteriormente ocuparse de la dirección del centro entre 1921 y 1940. También en 1921 accedió a la cátedra de virtuosismo de violín en el Real Conservatorio Superior de Música de Madrid.
Durante su mandato, el Conservatorio fue desalojado del Teatro Real por Real Orden del Ministerio de Instrucción Pública del 14 de noviembre de 1925 que declaraba el edificio en ruinas y ordenaba la suspensión urgente de las clases, comenzando así una prolongada peregrinación del centro por diferentes edificios y locales de Madrid. Bordas fue hombre prodigioso en la acomodación a diferentes situaciones políticas: fue director con el régimen constitucional, con la dictadura de Primo de Rivera, con la monarquía agonizante, con casi toda la República y durante los primeros meses del franquismo hasta su jubilación en 1940. Su mandato se caracterizó por la resistencia a cualquier innovación y por el aislamiento del Conservatorio de la vida musical del país.
De importancia para el centro bajo su mandato fueron los nombramientos de Oscar Esplá como profesor de "Folklore en la Composición" y de Eduardo Martínez Torner como profesor de "Prácticas de Folklore". Al poco tiempo de comenzar la guerra civil, fue destituido Fernández Bordas, quien recuperó el cargo en 1939, año en el que el Conservatorio se trasladó a unos locales del Teatro Alcázar, totalmente insuficientes.
Es uno de los principales representantes de la escuela violinística española. Su trabajo como concertista fue muy amplio, participando en la Sociedad de Cuartetos de Madrid, la Sociedad de Conciertos y la Orquesta Sinfónica de Madrid. De estas dos últimas fue violín solista y concertino y, luego, director. Fue también primer violín de la Capilla Real. Esporádicamente también formó diversos grupos de cámara, en los que participaron, entre otros, Conrado del Campo, Víctor Mirecki, Manuel de Falla o Juan Ruiz Casaux.
Fue académico de número de la Real Academia de Bellas Artes de San Fernando, institución en la ingresó con un discurso sobre la evolución de los instrumentos de arco.